# San Vicente de Santo Domingo
San Vicente es el segundo distrito del cantón de Santo Domingo, en la provincia de Heredia, de Costa Rica.

## Geografía
San Vicente cuenta con un área de 2,88 km² y una altitud media de 1180 m s. n. m.

## Demografía
Para el año 2022, San Vicente cuenta con una población estimada de 7073 habitantes, y para el último censo efectuado, en 2011, San Vicente contaba con una población de 6427 habitantes.

## Localidades
- Barrios: Barro de Olla, Calle Don Pedro, Quintana, Yurusti, La Colonia, Quizarco.

## Transporte

### Carreteras
Al distrito lo atraviesan las siguientes rutas nacionales de carretera:
- Ruta nacional 5